# Nomada ochrohirta
Nomada ochrohirta är en biart som beskrevs av Swenk 1913. Nomada ochrohirta ingår i släktet gökbin, och familjen långtungebin. Inga underarter finns listade i Catalogue of Life.